# Roseraie de Petřín
 (juillet 2023).
Si vous disposez d'ouvrages ou d'articles de référence ou si vous connaissez des sites web de qualité traitant du thème abordé ici, merci de compléter l'article en donnant les références utiles à sa vérifiabilité et en les liant à la section « Notes et références ».
La Roseraie de Petřín (en tchèque Růžový Sad, anciennement également appelée Roseraie de Švehl), est située du côté Hradčany de la plaine sommitale de la colline de Petřín à Prague, à une altitude de 320 à 328 m au-dessus du niveau de la mer. Elle est protégée comme monument culturel de la République tchèque.

## Histoire
Cette partie de Petřín était à l'origine une forêt, qui a été progressivement remplacée par des vignes et des arbres fruitiers. La roseraie est située sur la parcelle entre le Mur de la Faim et les fortifications baroques des XVIIe et XVIIIe siècles. Depuis l'époque baroque, elle faisait partie de la zone de fortification appartenant à la famille Hradčany et a servi à des fins militaires jusqu'en 1932 :  il y avait des bastions de fortification, des bâtiments de moulins à poudre et d'autres édifices militaires.
Après 1932, la zone est progressivement transformée en jardin. Les modifications ont été achevées en 1938. Entre 1992 et 1994, une importante reconstruction a eu lieu. La station supérieure du téléphérique de Petřín et l'observatoire de Štefánik sont situés dans le parc.
Le jardin est divisé en trois parties : la première est la roseraie elle-même. La deuxième est le tronçon entre la gare du téléphérique et la route de la tour d'observation, derrière laquelle se trouve le troisième tronçon avec une aire de jeux pour enfants et une aire de pique-nique.
La roseraie a été progressivement créée sur le plan d'une rosace et d'un éventail selon un dessin développé par Josef Kumpán. Huit mille roses, données par diverses entreprises de culture, ont été utilisées pour planter une roseraie d'une superficie d'environ 2 hectares. Depuis 1992, une restauration du site été réalisée, au cours de laquelle les plantes et les revêtements routiers ont été partiellement remplacés de l'asphalte au béton. De nouveaux systèmes de distribution d'eau, le long desquels poussent des roses, ont également été construits. L'étape suivante de la rénovation a été les systèmes d'irrigation et la reconstruction des pelouses. Dans les années 1970, l'observatoire a également été largement reconstruit.

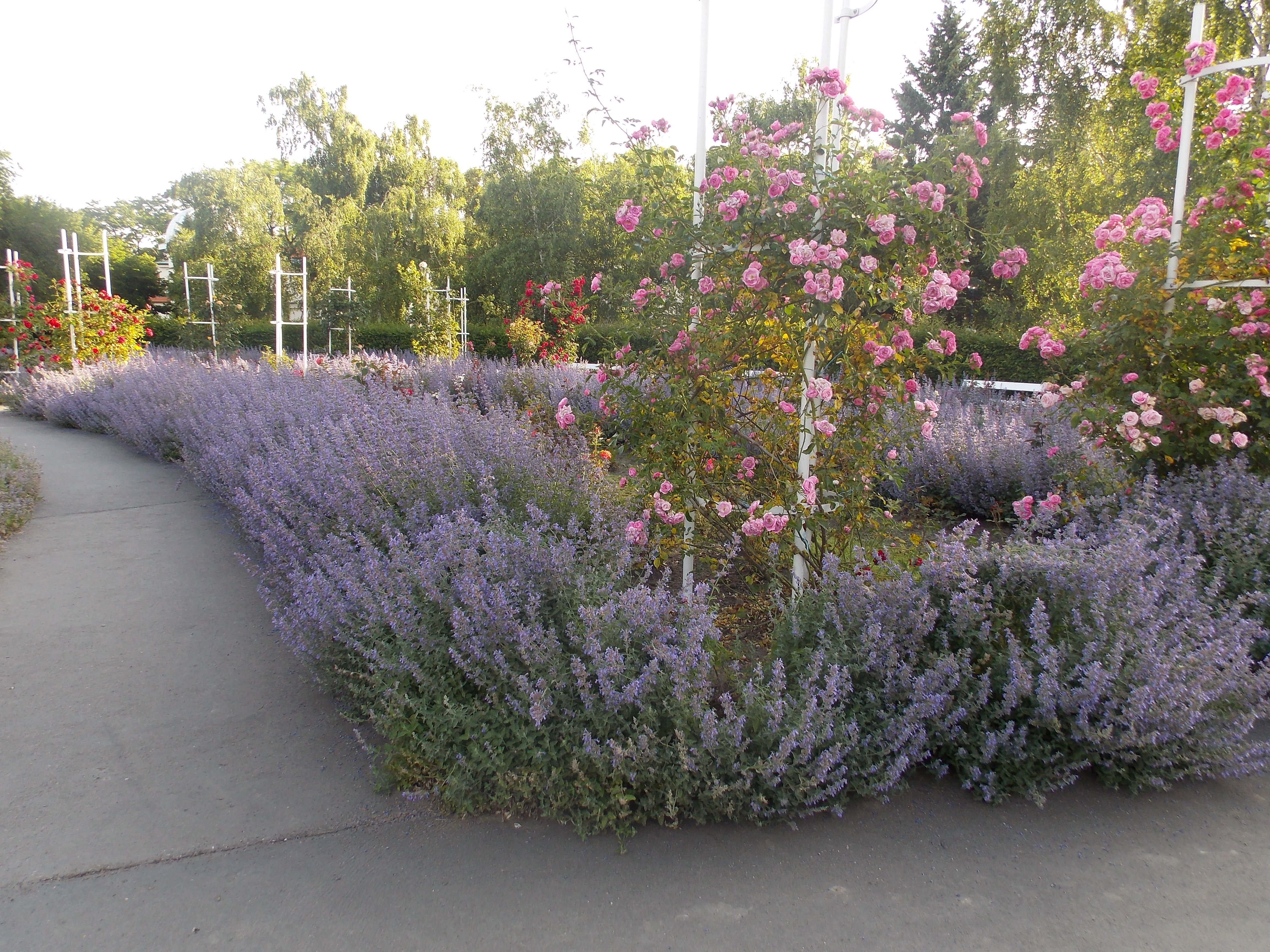
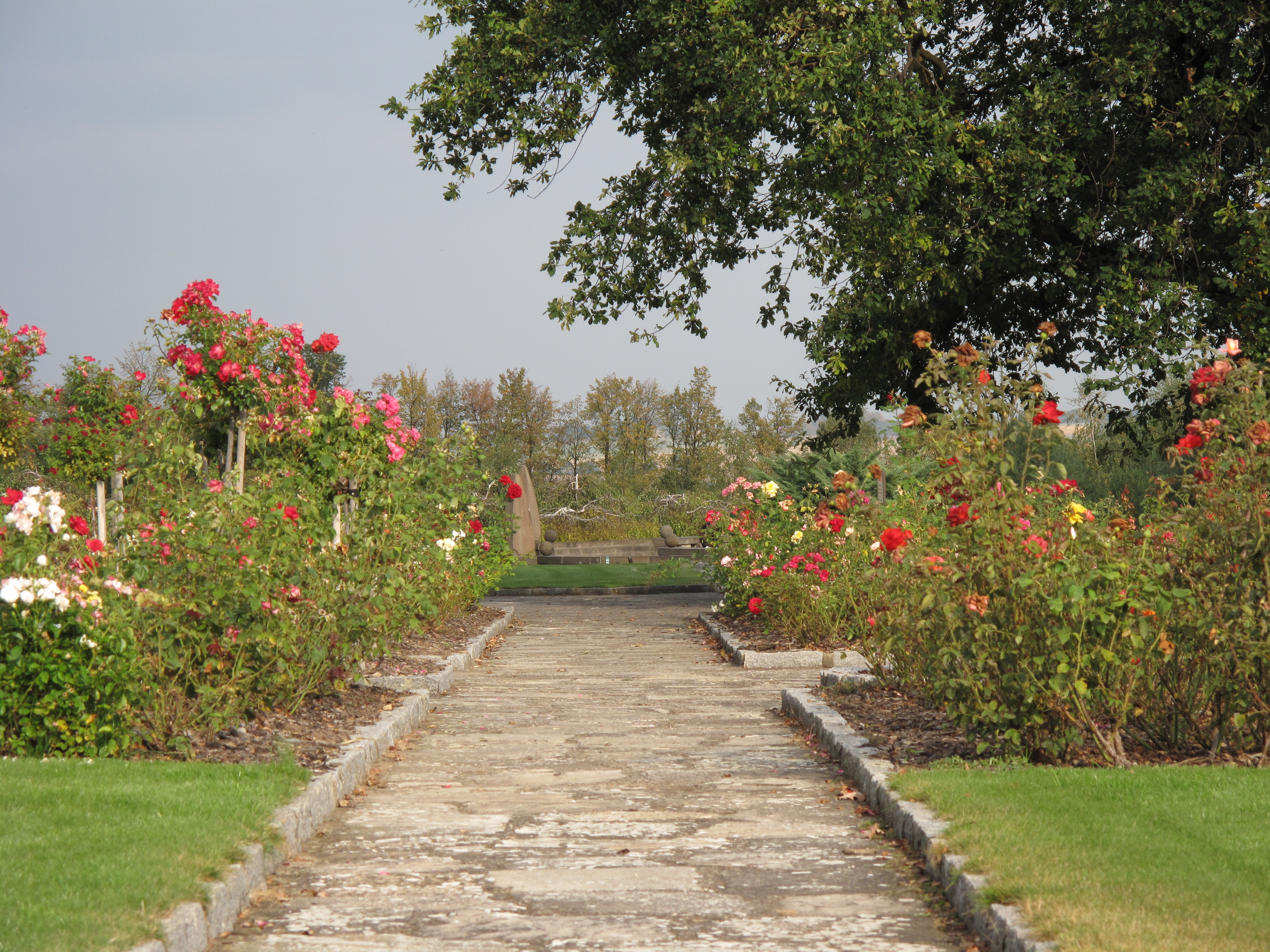
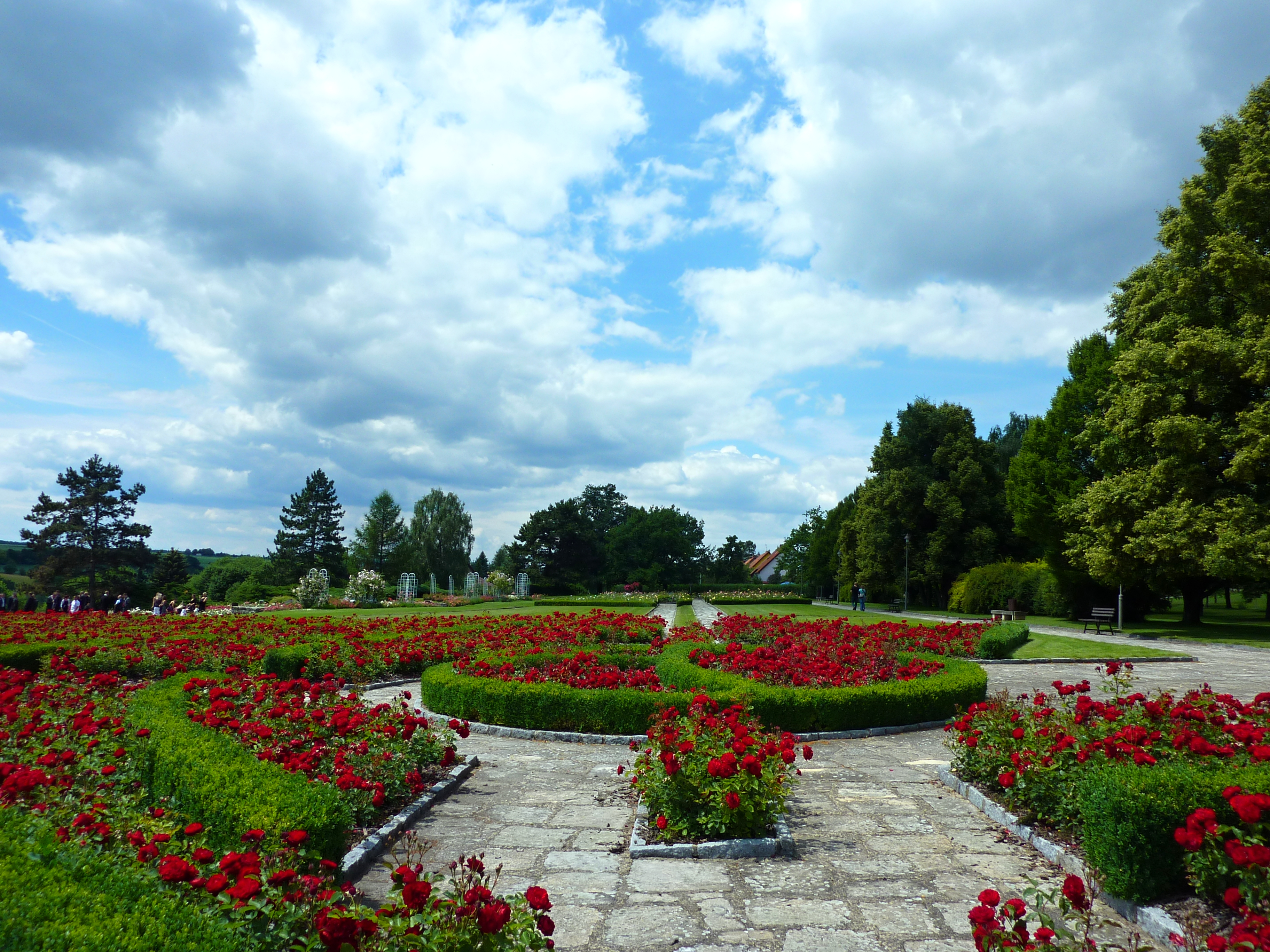
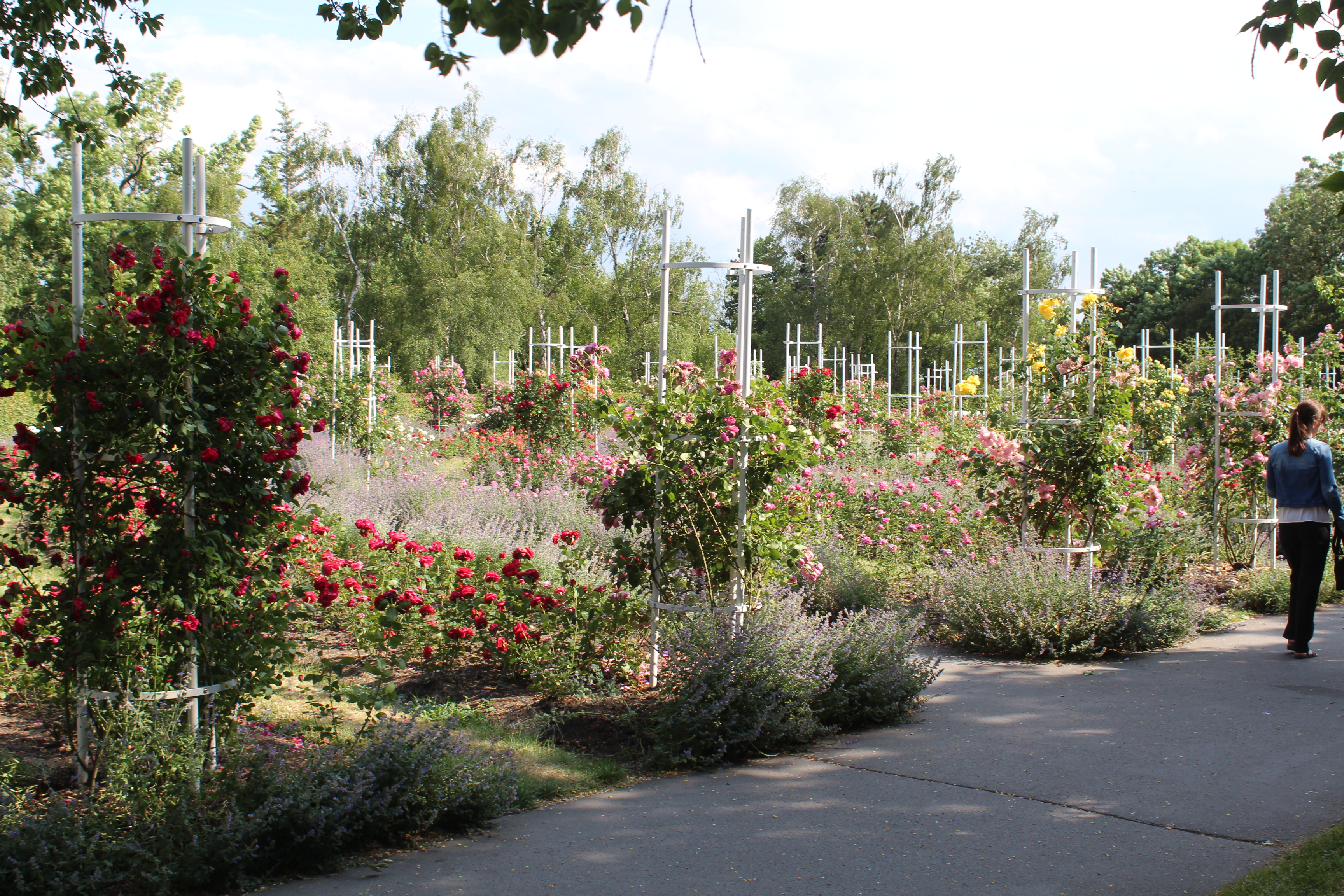
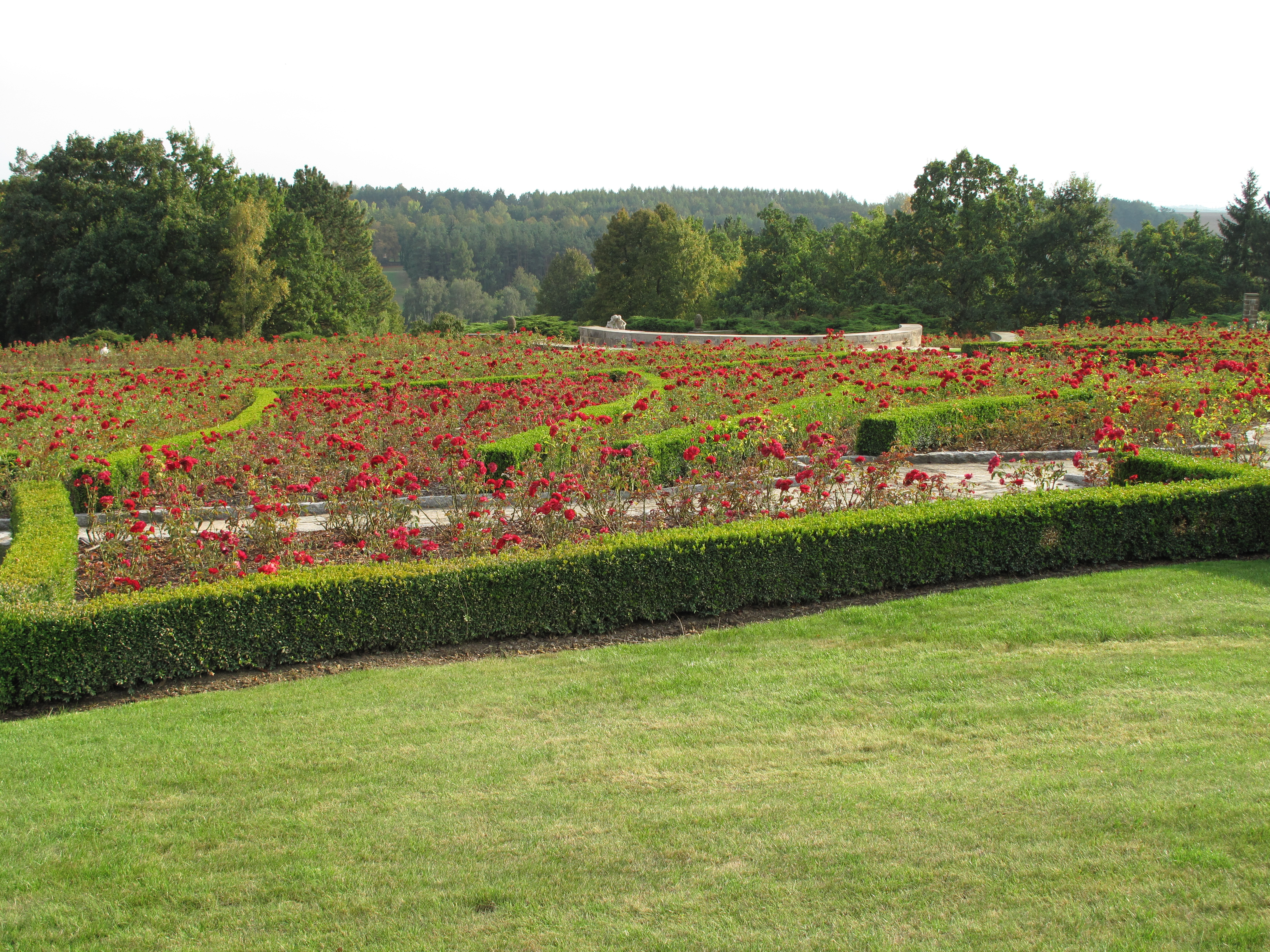
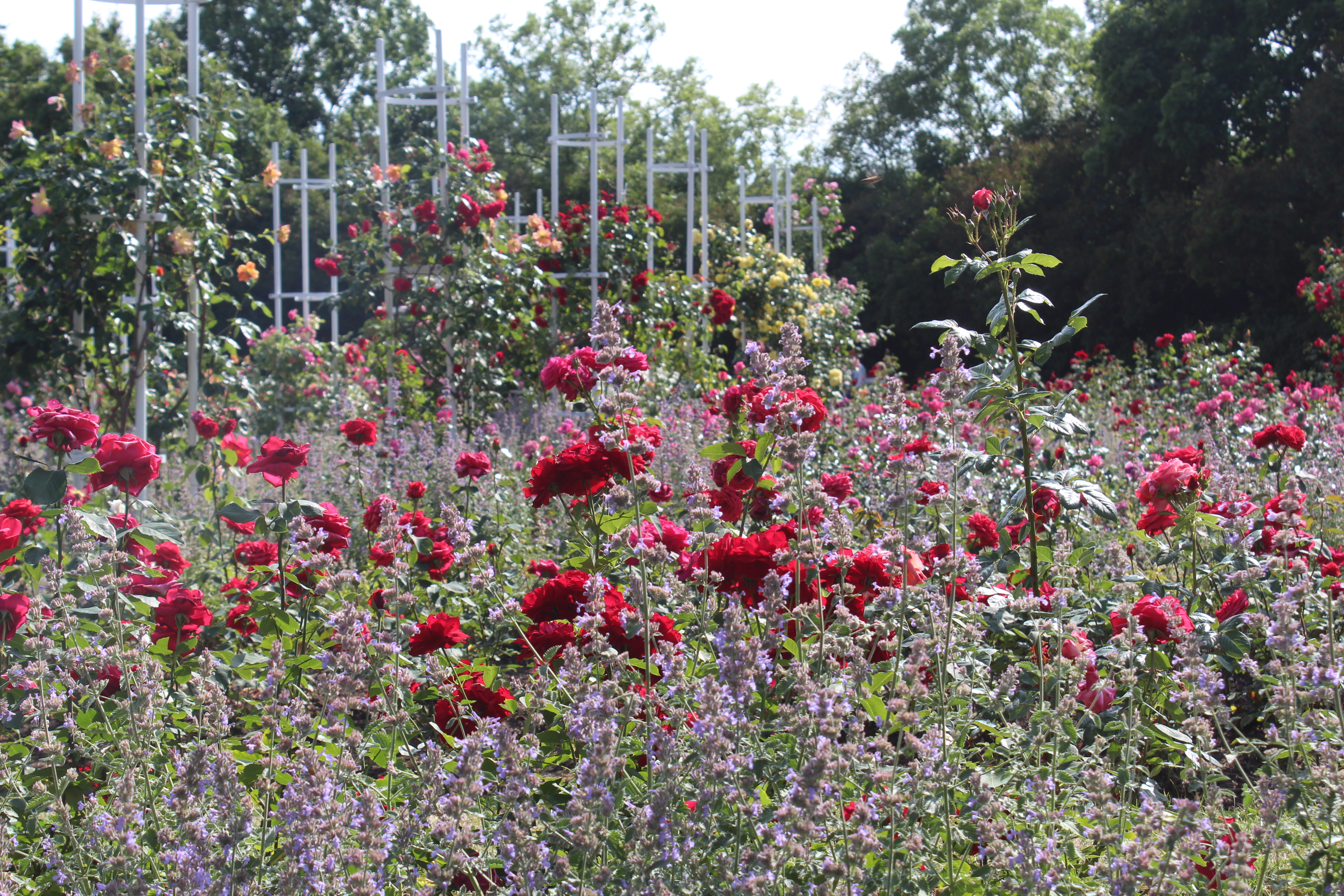